# O Clone (trilha sonora)
Esta pagina mostra os álbuns lançados como trilha sonora da telenovela brasileira O Clone, exibida pela TV Globo entre 2001 e 2002.
A trilha musical incidental de O Clone foi criada pelo músico mineiro Marcus Viana, integrante do grupo Sagrado Coração da Terra. O resultado é uma fusão do estilo sinfônico com o universo islâmico musical tradicional e elementos pop. As canções foram lançadas no álbum Maktub - Trilhas e Temas de "O Clone". O tema de abertura da novela, a canção "Sob o Sol", foi composto pelo Sagrado Coração da Terra e interpretado pela cantora Malu Ayres.
Além de Maktub, a novela gerou ainda mais cinco trilhas sonoras. As duas tradicionais, contendo as trilhas nacionais e internacionais, que contaram com grandes nomes da música popular brasileira e internacional, em seus mais diversos ritmos, e três trilhas sonoras complementares. Uma com as canções apresentadas no Bar da Jura (Solange Couto), O Clone - O Melhor do Bar da Dona Jura, outra com músicas de dança do ventre, O Clone - O Melhor da Dança do Ventre, e uma terceira com o repertório da boate Nefertiti, Isis Lounge - Temple Of Dance. Jade e Lucas ganharam um tema em inglês, chamado "All For Love", na voz do cantor norte-americano Michael Bolton, e que abre a Trilha Sonora Internacional da novela.

## O Clone
O Clone (comumente chamado de O Clone - Nacional) foi o primeiro álbum da trilha sonora da homônima telenovela brasileira de 2001 da TV Globo, que foi lançado em CD pela Som Livre, em 2001, no Brasil, e em Portugal.
O álbum conta com uma seleção variada de canções, de vários gêneros, como MPB, música latina, e pop rock, interpretadas por diferentes artistas brasileiros. 
A música tema de abertura, é a canção "Sob o Sol", da banda Sagrado Coração da Terra. Presente também no álbum está o cantor Marcos Viana, que emprestou a música "A Miragem" para ser tema do casal protagonista da novela, Jade (Giovanna Antonelli) e Lucas (Murilo Benício).
A cantora canadense Lara Fabian também está presente na trilha sonora da novela, cantando a música "Meu Grande Amor", em português. A banda de rock Legião Urbana, liderada por Renato Russo, implantou a canção "Love in the Afternoon", tema do personagem Diogo, irmão gêmeo de Lucas. 
Uma canção bastante animada, e que fez bastante sucesso na época, foi a canção "No balanço do busão", interpretada por Miltinho Edilberto, e que conta com a participação especial do grupo Falamansa.
Também presentes na trilha sonora estão o cantor Caetano Veloso, com a música "Escândalo"; Zélia Duncan, que emplacou a música "Alma", tema de Clarice, e que na época esteve entre as canções mais tocadas em todo o Brasil.
O Clone conta ainda com as canções "Tarde triste", composição de Maysa, e interpretado por Nana Caymmi; "Modernidade", de Lulu Santos, "Eu Só Sei Amar Assim", de Zizi Possi; "Alto Lá", do pagodeiro Zeca Pagodinho; "No escuro", de Marina Lima, e "O Silêncio das Estrelas", de Lenine.

### Lista de faixas
| N.º            | Título                                       | Compositor(es)                                | Artista(s)                          | Duração |  |
| 1.             | "A Miragem"                                  | Marcus Viana                                  | Marcus Viana                        | 4:33    |  |
| 2.             | "Meu Grande Amor" ("Si Tu M'aimes")          | Lara Fabian Rick Allison Dudu Falcão (Versão) | Lara Fabian                         | 3:43    |  |
| 3.             | "Love in the Afternoon"                      | Dado Villa-Lobos Renato Russo                 | Legião Urbana                       | 4:21    |  |
| 4.             | "No Balanço do Buzão" (part. esp. Falamansa) | Miltinho Edilberto                            | Miltinho Edilberto                  | 3:40    |  |
| 5.             | "Escândalo"                                  | Caetano Veloso                                | Caetano Veloso                      | 2:51    |  |
| 6.             | "Alma"                                       | Arnaldo Antunes Pepeu Gomes                   | Zélia Duncan                        | 4:08    |  |
| 7.             | "Tarde Triste"                               | Maysa                                         | Nana Caymmi                         | 3:56    |  |
| 8.             | "Modernidade"                                | Cazuza Rodrigo Pitta Daniel Ribeiro           | Lulo                                | 3:40    |  |
| 9.             | "Eu Só Sei Amar Assim"                       | Herbert Vianna                                | Zizi Possi                          | 3:40    |  |
| 10.            | "Alto Lá"                                    | Zeca Pagodinho Arlindo Cruz Sombrinha         | Zeca Pagodinho                      | 3:31    |  |
| 11.            | "No Escuro"                                  | Marina Lima Antonio Cicero                    | Marina Lima                         | 3:44    |  |
| 12.            | "O Silêncio das Estrelas"                    | Lenine Falcão                                 | Lenine                              | 4:18    |  |
| 13.            | "Sob o Sol" (Solista: Malú Aires)            | Viana                                         | Sagrado Coração da Terra            | 3:12    |  |
| 14.            | "Maktub"                                     | Viana                                         | Marcus Viana e Transfônica Orkestra | 5:43    |  |
| Duração total: | Duração total:                               | Duração total:                                | Duração total:                      | 55:42   |  |

| N.º            | Título                         | Compositor(es)                               | Artista(s)        | Duração |  |
| 15.            | "A Miragem" (Faixa Interativa) | Viana                                        | Marcus Viana      | 4:19    |  |
| 16.            | "24 Horas de Amor"             | Osmar Moraes, Cícero Santos e Osmailson Lima | Osmar & Osmailson | 3:44    |  |
| Duração total: | Duração total:                 | Duração total:                               | Duração total:    | 63:45   |  |

Notas
- A Faixa Interativa contém cenas da novela O Clone, Fotos, Release, acesso ao site da novela e da Som Livre, ficha técnica e protetor de tela.[3][4]
- A Faixa 24 Horas De Amor foram executadas apenas em alguns capítulos durante a segunda parte da novela O Clone .

## O Clone - Internacional
O Clone - Internacional foi o segundo álbum da trilha sonora da telenovela brasileira de 2001 da TV Globo, O Clone, que foi lançado em CD pela Som Livre, em 2001 no Brasil, e em 2002 em Portugal. O álbum conta com uma seleção variada de canções, de diferentes gêneros, como pop rock, música árabe, música adulto-contemporânea, música latina, e instrumental, de vários artistas internacionais, cantadas em cinco línguas diferentes, inglês, espanhol, italiano, árabe, turco, francês, e mongol. O CD traz ainda um poster do ator Murilo Benício. Esta trilha recebeu certificação de diamante pela ABPD por ter vendido mais de 1 milhão de cópias.
Jade (Giovanna Antonelli) e Lucas (Murilo Benício) passaram por várias fases do grande amor que nasceu assim que se conheceram, acompanhados pelo tema "A Miragem", de Marcus Viana, na trilha nacional. O tema marcou tanto os personagens que, na trilha internacional, o cantor estadunidense Michael Bolton regravou uma versão em inglês da canção, intitulada "All For Love", que  repetiu o sucesso da versão em português. Jade ainda ganhou um tema só seu, a canção em mongol "Urga", da cantora, compositora e atriz chinesa, de etnia mongol, Badema.
Yvete, a personagem vivida por Vera Fischer, persegue um casamento com Leônidas (Reginaldo Faria) desde os primeiros capítulos de O Clone. A personagem ganhou como tema uma versão em espanhol do clássico de John Lennon e Paul McCartney "And I Love Her", intiulada "Mi Gran Amor Le Di", interpretada  pelo cantor da República Dominicana José Alberto "El Canario".  O cantor italiano Alessandro Safina entrou  não só entrou na trilha internacional da novela, com a canção "Luna", que embalava as cenas de paixão entre Yvete e Leônidas, como também fez uma participação especial na trama.
Latiffa e Mohammed, o casal marroquino vivido pela Leticia Sabatella e Antônio Calloni, ganharam uma canção do seu país de origem como tema, a canção "Adarghal", do cantor berber Abdelli. Lala Nazira, a personagem de Eliane Giardini, também ganhou como tema uma canção de seu país de origem, a canção "Bir Gunah Gibi", que é uma versão em árabe da canção "Nathalie", do cantor espanhol Julio Iglesias. O cantor inglês Sting entrou na trilha sonora com a canção "Desert Rose", tema do austero Said, personagem de Dalton Vigh, o algoz de Jade, e a terceira ponta no triângulo amoroso com ela e Lucas. Outra canção com aura marroquina a integrar a trilha internacional de O Clone, foi a faixa "El'alem Allah", do cantor egípcio Amr Diab, que serviu de tema para o sedutor Zein, personagem de Luciano Szafir, que entregou o elenco na metade da trama. A canção "Nour El Ain", também de Amr Diab, e versão em inglês "Habibi", foi fenômeno internacional, transformando-se em hit em países como Paquistão, Índia, Irã, Argentina, Chile, França e África do Sul. Na trilha de O Clone, a canção foi usada nas cenas de festas do núcleo muçulmano. "Azez Alaya", de Tony Mouzayek, cantor sírio, pioneiro da música árabe no Brasil, foi outro tema muçulmano a integrar a trilha internacional da trama para embalar os nativos do Marrocos.
Débora Falabella foi uma das grandes estrelas de O Clone, na pele da personagem Mel. Na segunda fase da novela, ela torna-se dependente de drogas, e esse entrecho eleva Débora ao posto de protagonista, tal qual Giovanna Antonelli. Nesta fase Mel ganhou a faixa "My Lover's Gone", da cantora inglesa Dido, como tema. Léo, o clone, terceiro personagem de Murilo Benício na trama, era um homem emblemático e complexo, perdido no mundo, e todo o mistério que o cercava foi embalado pela voz da peruana Adriana Mezzadri, com a cação "Marcas de Ayer".
A Alpinista social Karla, vivida por Juliana Paes, ganhou como tema a canção "Whenever, Wherever", da cantora colombiana Shakira, e de autoria de Gloria Estefan, Shakira e Tim Mitchell. O Casal Cecéu e Amália, vivido por Sérgio Marone e a atriz portuguesa Maria João Bastos, viveu uma paixão visceral ao som de "I Want Love", do cantor britânico Elton John. Myriam Rios deu vida à personagem Anita, assistente do Dr. Albieri (Juca de Oliveira), e apaixonada pelas pesquisas científicas que ele executa. No decorrer da trama se envolve com Escobar, personagem de Marcos Frota. O Casal ganhou como tema, a clássica canção "Melodramma", interpretada pelo tenor italiano Andrea Bocelli.
Samira, a espevitada personagem de Sthefany Brito, ganhou como tema a faixa "Dans la Nuit", na voz da  soprano inglesa Sarah Brightman. A Boate Nefertiti, de propriedade do Zein (Luciano Szafir), ganhou "My Friend", da dupla inglesa Groove Armada, como tema. A cidade do Rio de Janeiro ganhou como tema a faixa "Things About Me", na voz de Ayres Viana. A última fixa do álbum é a dançante canção instrumental "Miracle", de Jazzy.

### Lista de faixas
| N.º            | Título                                | Compositor(es)                                              | Artista(s)                   | Duração |  |
| 1.             | "All for Love" (A Miragem)            | Marcus Viana Michael Bolton (versão) Jeffrey Kazee (versão) | Michael Bolton               | 4:13    |  |
| 2.             | "Mi Gran Amor Le Di" (And I Love Her) | John Lennon Paul McCartney Jorge Córcega (versão)           | José Alberto "El Canario"    | 3:14    |  |
| 3.             | "Luna"                                | Giorgio Flavio Pintus Romano Musumarra Roberto Zaneli       | Alessandro Safina            | 4:30    |  |
| 4.             | "Adarghal" (The Blind in Spirit)      | Abderrahmane Abdelli                                        | Abdelli                      | 4:10    |  |
| 5.             | "Bir Gunah Gibi" (Nathalie)           | Julio Iglesias Ramón Arcusa Doman Arzuck (versão)           | Ajda Pekkan                  | 3:14    |  |
| 6.             | "Desert Rose"                         | Sting Cheb Mami                                             | Sting com part. de Cheb Mami | 4:46    |  |
| 7.             | "My Lover's Gone"                     | Dido Armstrong Jamie Catto                                  | Dido                         | 4:30    |  |
| 8.             | "Whenever, Wherever"                  | Shakira Tim Mitchell Gloria Estefan                         | Shakira                      | 3:17    |  |
| 9.             | "El'alem Allah"                       | Amir Teeama Amr Mostafa Amr Diab                            | Amr Diab                     | 4:03    |  |
| 10.            | "Marcas de Ayer"                      | Adriana Mezzadri                                            | Adriana Mezzadri             | 3:52    |  |
| 11.            | "I Want Love"                         | Elton John Bernie Taupin                                    | Elton John                   | 4:36    |  |
| 12.            | "Melodramma"                          | Pierpaolo Guerrini Paolo Luciani                            | Andrea Bocelli               | 4:09    |  |
| 13.            | "Nour el Ain"                         | Nasser Al Mezdawy Ahmed Shatta                              | Amr Diab                     | 5:05    |  |
| 14.            | "Dans la Nuit"                        | Frédéric Chopin Frank Peterson Anna-Lena Strasse            | Sarah Brightman              | 2:44    |  |
| 15.            | "Azez Alaya"                          | Tony Mousayek Marcus Viana (versão)                         | Tony Mousayek                | 4:40    |  |
| 16.            | "My Friend"                           | Keith Crouch Glen McKinney Bill Curtis Richard Cornwell     | Groove Armada                | 4:57    |  |
| 17.            | "Urga"                                | Edouard Artemiev                                            | Badema                       | 4:45    |  |
| 18.            | "Things About Me"                     | Tausz                                                       | Ayres                        | 3:02    |  |
| 19.            | "Miracle" (instrumental)              | Jazzy                                                       | Jazzy                        | 4:03    |  |
| Duração total: | Duração total:                        | Duração total:                                              | Duração total:               | 77:50   |  |

## O Melhor da Dança do Ventre de "O Clone"

### Lista de faixas
| O Melhor da Dança do Ventre de "O Clone" – Lançamento original |                                                 |                                     |                                     |         |  |
| N.º                                                            | Título                                          | Compositor(es)                      | Artista(s)                          | Duração |  |
| 1.                                                             | "Azez Alaya"                                    | Tony Mousayek Marcus Viana (versão) | Tony Mousayek                       | 4:43    |  |
| 2.                                                             | "Wraal Al Chajar" (instrumental)                | Tony Mouzayek                       | The Mouzayek Arab Ensemble          | 5:03    |  |
| 3.                                                             | "Mabruk"                                        | Viana                               | Gisele Bomentre                     | 3:48    |  |
| 4.                                                             | "Ya Helou Ya Zein"                              | Mouzayek                            | Tony Mouzayek                       | 4:52    |  |
| 5.                                                             | "Maktub"                                        | Viana                               | Transfônica Orkestra                | 5:13    |  |
| 6.                                                             | "Latsadigui"                                    | Mousayek Viana                      | Tony Mouzayek                       | 5:07    |  |
| 7.                                                             | "Danças Sagradas de Ísis" (instrumental)        | Viana                               | Marcus Viana & Transfônica Orkestra | 2:12    |  |
| 8.                                                             | "Shams Su Sahara"                               | Viana                               | Sagrado Coração da Terra            | 5:41    |  |
| 9.                                                             | "Ya Habib Ta Ala"                               | Viana                               | Gisele Bomentre                     | 3:10    |  |
| 10.                                                            | "Kheops" (instrumental)                         | Viana                               | Marcus Viana & Transfônica Orkestra | 2:15    |  |
| 11.                                                            | "Laguetek"                                      | Mousayek Viana                      | Tony Mouzayek                       | 5:34    |  |
| 12.                                                            | "Inta Aomri"                                    | Mohammad Abdel Wahab                | Gisele Bomentre                     | 5:00    |  |
| 13.                                                            | "Danças Sagradas de Ísis - Nº 2" (instrumental) | Viana                               | Marcus Viana & Transfônica Orkestra | 2:13    |  |
| 14.                                                            | "Zahma Ya Dunia"                                | Mousayek Viana                      | Tony Mouzayek                       | 5:44    |  |
| Duração total:                                                 | Duração total:                                  | Duração total:                      | Duração total:                      | 60:35   |  |

| Danças do Ventre de "O Clone" – Relançamento de 2004 |                                                 |                                     |                                     |         |  |
| N.º                                                  | Título                                          | Compositor(es)                      | Artista(s)                          | Duração |  |
| 1.                                                   | "Azez Alaya"                                    | Tony Mousayek Marcus Viana (versão) | Tony Mousayek                       | 4:43    |  |
| 2.                                                   | "Wraal Al Chajar" (instrumental)                | Tony Mouzayek                       | The Mouzayek Arab Ensemble          | 5:03    |  |
| 3.                                                   | "Mabruk"                                        | Viana                               | Gisele Bomentre                     | 3:48    |  |
| 4.                                                   | "Ya Helou Ya Zein"                              | Mouzayek                            | Tony Mouzayek                       | 4:52    |  |
| 5.                                                   | "Maktub"                                        | Viana                               | Transfônica Orkestra                | 5:13    |  |
| 6.                                                   | "Kephren" (instrumental)                        | Viana                               | Marcus Viana                        | 3:55    |  |
| 7.                                                   | "Danças Sagradas de Ísis" (instrumental)        | Viana                               | Marcus Viana & Transfônica Orkestra | 2:12    |  |
| 8.                                                   | "Shams Su Sahara"                               | Viana                               | Sagrado Coração da Terra            | 5:41    |  |
| 9.                                                   | "Ya Habib Ta Ala"                               | Viana                               | Gisele Bomentre                     | 3:10    |  |
| 10.                                                  | "Kheops" (instrumental)                         | Viana                               | Marcus Viana & Transfônica Orkestra | 2:15    |  |
| 11.                                                  | "Dança das Serpentes" (instrumental)            | Viana                               | Marcus Viana                        | 1:57    |  |
| 12.                                                  | "Inta Aomri"                                    | Mohammad Abdel Wahab                | Gisele Bomentre                     | 5:00    |  |
| 13.                                                  | "Danças Sagradas de Ísis - Nº 2" (instrumental) | Viana                               | Marcus Viana & Transfônica Orkestra | 2:13    |  |
| 14.                                                  | "Laguetek"                                      | Mousayek Viana                      | Tony Mouzayek                       | 5:34    |  |
| Duração total:                                       | Duração total:                                  | Duração total:                      | Duração total:                      | 56:05   |  |

Observação: Posteriormente este álbum foi relançado pela gravadora Sonhos e Sons sob o título "Danças do Ventre de O Clone" tendo as faixa "Latsadigui" e "Zahma Ya Dunia" trocadas pela faixas "Kephren" e "Danças das serpentes". 

## O Melhor do Bar da Dona Jura

### Lista de faixas
| O Melhor do Bar da Dona Jura |                           |                                            |                                    |         |  |
| N.º                          | Título                    | Compositor(es)                             | Artista(s)                         | Duração |  |
| 1.                           | "Né Brinquedo Não"        |                                            | Grupo Molejo                       | 3:14    |  |
| 2.                           | "Deixa a Vida me Levar"   | Serginho Meriti Eri do Cais                | Zeca Pagodinho                     | 4:35    |  |
| 3.                           | "Você Abusou"             | Antônio Carlos Jocáfi                      | Jorge Aragão                       | 4:41    |  |
| 4.                           | "Hoje Tem Samba"          | Arlindo Cruz                               | Arlindo Cruz e Sombrinha           | 3:39    |  |
| 5.                           | "Lambada de Serpente"     | Cacaso Djavan                              | Belo                               | 3:07    |  |
| 6.                           | "1800 Colinas"            | Gracia do Salgueiro                        | Beth Carvalho e Zélia Duncan       | 3:47    |  |
| 7.                           | "Final Feliz"             | Jorge Vercillo                             | Só Pra Contrariar e Caetano Veloso | 4:24    |  |
| 8.                           | "Depois do Prazer"        | Sergio de Souza Francisco Figueiredo Roque | Alcione                            | 5:04    |  |
| 9.                           | "Quero Um Cafuné"         | Dudu Nobre Nei Lopes                       | Dudu Nobre                         | 3:56    |  |
| 10.                          | "Tô Te Filmando (Sorria)" | Arnaldo Saccomani Thais Nascimento         | Os Travessos                       | 4:12    |  |
| 11.                          | "Mulher Brasileira"       | Benito di Paula                            | Benito di Paula                    | 3:10    |  |
| 12.                          | "Se Você Jurar"           | Francisco Alves Ismael Silva Nílton Bastos | Grupo Fundo de Quintal             | 3:33    |  |
| 13.                          | "Mulheres"                | Toninho Geraes                             | Martinho da Vila                   | 3:16    |  |
| 14.                          | "Em Busca do Penta"       | Pelé                                       | Pelé                               | 3:39    |  |
| Duração total:               | Duração total:            | Duração total:                             | Duração total:                     | 54:17   |  |

## Isis Lounge - Temple of Dance
Isis Lounge - Temple of Dance é uma trilha sonora da novela O Clone, lançada em CD no Brasil em 1 de julho de 2002, pelo selo Sonhos & Sons, e posteriormente pela Vidisco em CD e fita cassete em Portugal, que contém canções escritas pelo compositor brasileiro Marcus Viana para os shows da boate Nefertiti.
Após o grande sucesso da trilha sonora da novela O Clone, chamada Maktub - Trilhas e Temas de "O Clone", seguindo a então tendência lounge que tomou conta da Europa e dos Estados Unidos, e a partir de referências como Budha-Bar e Nirvana Lounge, Viana criou uma música dançante, sofisticada, com fusão de elementos étnicos sobre padrões urbanos ocidentais, como o hip hop e a ambient music, e com o tempero da música clássica evocada por seu violino elétrico. o álbum traz temas criados a partir de texturas sonoras orientais, e transpostos para a atmosfera lounge, estilo que mistura ambient music, étno-dance, jazz e new age, sendo esta a primeira incursão de Viana pelo pop-dance. O ouvinte encontra neste álbum de pop orgânico, algo de audição extremamente suave.
Isis Lounge - Temple of Dance é um trabalho incomum de Viana pois as faixas foram direcionadas para outro tipo de público, não familiarizado com rock progressivo e material new age. A música é basicamente uma suíte onde as faixas estão todas ligadas a sequências de atmosfera hipnótica e lounge, e às vezes momentos de world music. De resto, o álbum traz percussão, voz, guitarra, violão, sequenciadores, e até um pouco de poesia.

### Lista de faixas
Todas as canções compostas, arranjadas e produzidas por Marcus Viana.
| N.º            | Título                                         | Duração |  |
| 1.             | "Gopi Jam"                                     | 5:13    |  |
| 2.             | "Shams Su Sabara"                              | 3:32    |  |
| 3.             | "Life Flows" (vocais de Anna Loureiro)         | 5:46    |  |
| 4.             | "Corpus et Espiritus"                          | 4:26    |  |
| 5.             | "Gitano Déjà Vu"                               | 5:36    |  |
| 6.             | "Rio-Delhi"                                    | 4:14    |  |
| 7.             | "Albinioni's Dream" (vocais de Rosane Viana)   | 4:33    |  |
| 8.             | "Turquoise Blue" (vocais de Vanessa Falabella) | 3:21    |  |
| 9.             | "Taka Tikatum"                                 | 4:45    |  |
| 10.            | "Divina"                                       | 0:41    |  |
| 11.            | "Transparência" (vocais de Vanessa Falabella)  | 4:17    |  |
| 12.            | "Baroque Ritual" (vocais de Rosane Viana)      | 4:35    |  |
| Duração total: | Duração total:                                 | 54:17   |  |

## Maktub - Trilhas e Temas de "O Clone"
1. Maktub I*
2. A Miragem  (tema de Lucas e Jade)
3. Oração Da Manhã
4. Kyrie
5. Areias
6. O Espelho (tema de aniversário)
7. Sete Véus (tema de dança do véu)
8. Entre Dois Mundos
9. Maktub II
10. Jornada da Alma
11. Espiritual
12. Ísis
13. Kheops
14. A Miragem (Instrumental)*
15. Hino Ao Sol
16. Kana Maktuben
17. Danças Sagradas de Ísis
18. O Espírito do Deserto
19. A Barca de Rá
20. Maktub III
21. Sob o Sol

Observação: Posteriormente este álbum foi relançado pela gravadora Sonhos e Sons tendo a faixa "A Miragem instrumental" trocada pela faixa "A viagem pelo Rio sagrado". Ainda, numa edição mais recente também a faixa Maktub I, em versão cantada, foi trocada por sua versão instrumental. Foi lançado também em vários países, com variações no repertório, sendo as mais comuns as trocas de A Miragem e Sob o Sol por suas versões em língua espanhola (El) Mirage e Bajo el Sol.

## Versões internacionais

### O Clone, versão em espanhol: El Clon
1. El Miraje (A Miragem) - Marcus Viana (tema de Lucas e Jade)
2. Qué Será de Ti (Balada) - Melina León (tema triste de Lucas e Jade)
3. Habibi - Hakim
4. Mentira - Gilberto Santa Rosa
5. Luna (Versión en Español) - Alessandro Safina  (tema de Yvette)
6. Sin Ti - MDO (tema de Mel)
7. Si Estuvieras Junto a Mi - Shalim
8. Somos Tu y Yo – Donato & Estefano
9. Echame a Mi La Culpa - Guarana
10. Mares de Emoción - Elvis Crespo
11. Ya lo he vivido - Franco de Vita
12. Mi Gran Amor Le Di (And I Love Her) – Jose Alberto “El Canario”  (tema de Yvette e Leônidas)
13. Maktub - Marcus Viana & Transfonica Orkestra  (tema de locação: Marrocos)